# Thaumetopoea colossa
Thaumetopoea colossa är en fjärilsart som beskrevs av Bang-haas. Thaumetopoea colossa ingår i släktet Thaumetopoea och familjen tandspinnare. Inga underarter finns listade i Catalogue of Life.